# Al Wahat
Pour les articles homonymes, voir Wahat.
Al Wahat (en arabe : الواحات) est une des 22 chabiyat de Libye. 
Sa capitale est Ajdabiyah.

## Histoire
Traditionnellement, Al Wahat était la partie occidentale de la Cyrénaïque. Avec la division de la Libye en dix gouvernorats en 1963, Al Wahat est devenu une partie du gouvernorat de Misrata. Lors de la réorganisation en 1973, il est devenu une partie de l'Al Khalji. En 1983, Al Khalji a été divisé en un certain nombre de baladiyat (districts), avec ce qui est maintenant l'Al Wahat, étant inclus dans le baladiyah Ajdabiya et baladiyah Jalu.
Le statut de cette zone dans la réorganisation de 1995 a créé treize districts. Cependant, dans la réorganisation en 1998 en vingt-six districts, le nom "Al-Wahat" apparaît comme étant un quartier pour la première fois. En 2001, la zone a été divisée entre l'Al Wahat et l'Ajdabiya. En 2007, l'ancien quartier Al Wahat (zone de 108 670 km2) a été élargie pour inclure ce qui avait été l'Ajdabiya et une partie du district de Koufrah. Il a maintenant essentiellement les limites que le baladiyah (district) d'Ajdabiya avait de 1988 à 1995.